# Mona la vampira
Mona la vampira (Mona the Vampire en la versión original) es una serie animada canadiense francês chino dirigida por Louis Piche, Jean Caillon y François Perreau, basado en el libro creado por Sonia Holleyman. La serie fue producida por Cinar Corporation, Alphanim, Animation Services en Hong Kong (temporada 3) y con la participación de YTV.

## Sobre la serie
La serie trata de las aventuras de una niña de 10 años llamada Mona Parker (se autoapoda Mona la vampira) y sus amigos que combaten contra fuerzas sobrenaturales en cada episodio en su ciudad. Las aventuras que ellos realizan son imaginadas por ellos y al final del capítulo se descubre que todo era un malentendido u ocurre que algunas veces la historia termina inconclusa o deja dudas al respecto

## Personajes
- Mona Parker: Una niña de 10 años con una enorme imaginación, su alter ego es "Mona la vampira", tiene dos mejores amigos que son la princesa Gigante y Relámpago, tiene un gato llamado Colmillos. Mona tiene un "sentido de vampira" que la alerta de peligros sobrenaturales. No le gusta limpiar su cuarto, ya que cuando lo hace, no encuentra lo que necesita. Tiene talento para romper maleficios. Su archienemigo es Von Macábrula (Von Kreepsula), al cual ha derrotado tres veces y que lo tiene encerrado en su más preciada posesión, el #1 del cómic de Von Macábrula.

- Charles "Charlie" Bones: El mejor amigo de Mona, Un niño inteligente pero asustadizo, su alter ego es Relámpago (Zapman). Charlie es constantemente molestado por George, y ha sido víctima de algunos enemigos de los que han enfrentado, como el virus de computadora invasor, el jefe de scouts que usó gorros de control mental, el embrujo de una sirena y el come niños. Su arma relámpago tiene varias funciones para cualquier situación que se presente. Adora la ciencia y los videojuegos, su héroe es El Hombre de las 9 vidas, un acróbata tipo Evel Knievel que era perseguido por un duende desastroso del cual Mona y sus amigos lo salvaron.

- Lily Duncan: La mejor amiga de Mona, es tranquila y su alter ego es "La Princesa Gigante". Vive al lado izquierdo de los Parker. La primera vez que conoció a Mona, tenía un copete largo que casi cubría sus ojos, y cuando Mona le comentó que había una raza de aliens en la ciudad, le creó su identidad de la princesa gigante. Después de Charlie, es la que más está en dificultades, pero la más conocida es cuando se enamora de Gomita, su caricatura favorita, ya que cuando Lily ensaya un poema, a Gomita le gustan, y crea un estado de amor (según Mona). Esto sucede en el episodio 85 de la temporada 2002.

- Von Macábrula: Archienemigo de Mona, es una alusión de Drácula. Mona ha peleado tres veces con él, la primera vez lo encerró en su cómic Von Macabrula #1, pero escapó cuando Charlie dejó el cómic bajo la lluvia. Charlie cambió todos sus cómics por otro Von Macábrula #1 donde fue encerrado, pero escapó cuando Melvin, el primo de Mona, mordió una punta de una de las hojas y lo dejó escapar. Macábrula se llevó a Melvin dentro del cómic, pero no pudiendo soportar al diablillo, se lo entregó a Mona y Relámpago.

- Angela Smith: Es la rival de Mona, es adinerada, ya que su familia ganó la lotería. Estudia con ella en el mismo curso, y se une con George para fastidiar a Mona. Ángela ha sido usada como transporte de varios seres sobrenaturales sin que ella lo sepa, y nunca le cree a Mona cuando ella tiene que salvarla.

- Belinda Gutiérrez: Es la niñera de Mona, al principio no se llevaban bien, pero luego se vuelven amigas. Según Mona es una robot que antes fue controlada por Angela. Esto sucede en el capítulo 2. Aparece en 5 episodios de la serie.

- Madeleine Gotto: Es la maestra de Mona, tiene el hábito de enamorarse fácilmente. Siempre le dice a Mona que ella no es una vampira. Algunos de sus novios resultan ser seres sobrenaturales que Mona debe combatir.

- Director Shawbly: Es el director de la escuela de Mona, trata de mantener el orden al grado que ha prohibido vampiros en la escuela debido a las acciones de Mona para salvar a la escuela de las amenazas sobrenaturales que llega a haber. Él ha sido víctima de estas amenazas en un par de ocasiones.

- George Dumol: Es el bravucón de la escuela, va en la misma clase de Mona. Molesta a Charlie constantemente. Él es visto regularmente con Ángela.

- Oficial Sanchéz: Es el jefe de la policía de la ciudad. Mona siempre acude a él para explicarle lo que pasa, pero él siempre busca la explicación lógica, aunque en varias ocasiones su lógica no ha podido explicar lo ocurrido.

- Howard Gotto: El marido dálmata de Miss Gotto.

- Sarah Gotto: La hija de la señorita Gotto.

## Doblaje
| Personaje                           | Actor de voz original                          | Actor de voz (Hispanoamérica/Miami)             | Actor de voz (España) |
| ----------------------------------- | ---------------------------------------------- | ----------------------------------------------- | --------------------- |
| Mona Parker (La vampira)            | Emma Taylor-Isherwood                          | Cristina Hernández (1999-2001) Arianna López    | Carmen Ambrós         |
| Charles "Charlie" Bones (Relámpago) | Justin Bradley (1999–2001) Evan Smirnow (2003) | José Antonio Macías (1999-2000) Rosanna Cicconi | Assumpta Navascués    |